# Calocalanus styliremis
Calocalanus styliremis är en kräftdjursart som beskrevs av Giesbrecht 1888. Calocalanus styliremis ingår i släktet Calocalanus och familjen Paracalanidae. Inga underarter finns listade i Catalogue of Life.